# Região Geográfica Imediata de Tauá
A Região Geográfica Imediata de Tauá é uma das dezoito regiões imediatas do estado brasileiro do Ceará, e junto com a Região Geográfica Imediata de Crateús, compõe a Região Geográfica Intermediária de Crateús.
É composta por três municípios, sendo que o mais populoso é Tauá.

## Municípios
- Arneiroz
- Parambu
- Tauá